# وزارة حسين سري باشا الثانية
وزارة حسين سري باشا الثانية هي الوزارة الرابعة والخمسون في مصر، صدر المرسوم الملكي بتشكيلها في 31 يوليو 1941.:429:438

## أعضاء الحكومة
| الوزارة                          | الوزير                    |
| -------------------------------- | ------------------------- |
| رئيس مجلس الوزراء ووزير الداخلية | حسين سري باشا             |
| وزير الخارجية                    | صليب سامي باشا            |
| وزير المالية                     | عبد الحميد بدوي باشا      |
| وزير العدل                       | محمود غالب باشا           |
| وزير الأشغال العمومية            | إبراهيم عبد الهادي        |
| وزير الدفاع الوطني               | حسن صادق باشا             |
| وزير الصحة العمومية              | حامد محمود                |
| وزير المعارف العمومية            | محمد حسين هيكل باشا       |
| وزير الأوقاف                     | الشيخ مصطفى عبد الرازق بك |
| وزير الزراعة                     | محمد راغب عطية بك         |
| وزير المواصلات                   | أحمد خشبة باشا            |
| وزير التموين                     | محمد حامد جودة            |
| وزير التجارة والصناعة            | عبد الرحمن عمر بك         |
| وزير الشئون الاجتماعية           | إبراهيم دسوقي أباظة       |
| وزير الوقاية المدنية             | عبد القوي أحمد باشا       |

## تعديلات
- في 13 يناير 1942 تولى حسين سري باشا وزارة المالية بنفسه.[2]:502